# Волынский, Иван Васильевич Щепа
Иван Васильевич Волынский (Птица-Щепин-Волынский) — стольник и воевода в Смутное время и во времена правления Михаила Фёдоровича.
Из дворянского рода Волынские. Сын воеводы Волынского Василия Яковлевича Щепы. Имел братьев: Петра, Фёдора, Василия и Семёна Васильевичей Волынский, а также сестру, выданную замуж за боярина Морозова Василия Петровича.

## Биография
В 1606 году, вскоре после воцарения В.И. Шуйского, отправился в Козьмодемьянск, откуда посылал стрельца Петра Лукьянова с подмётными грамотами в Казань, для возмущения народа и служилых людей. В 1611 году в должности воеводы примыкает к партии Прокопия Петровича Ляпунова, как противник избрания Сигизмунда III. В бою разбивает отряд князя Ивана Семёновича Куракина, сторонника Сигизмунда III. В марте 1611 года идёт со своим отрядом из Ярославля к Москве и 28 марта располагается у Покровских ворот, а 06 апреля уже стоит у Сретенских ворот в Москве. В 1616-1617 годах воевода в Курске. В 1618-1619 годах воевода в Муроме. В 1622-1624 годах воевода в Калуге. В 1624-1626 годах первый воевода в Воронеже. В 1627-1629 годах в Боярской книге упомянут московским дворянином. В должности стольника назначен вторым воеводой в Тобольске, где и умер на службе в 1629 году.
Перед смертью написал духовное завещание, в котором просил похоронить его в Чудовом монастыре в Москве, двор в Москве оставлял жене Марии, а имение разделить между двумя братьями Петром, Фёдором и Василием.

## Семья
Женат дважды:
1. Ирина Петровна урождённая княжна Пожарская — дочь князя Петра Тимофеевича Пожарского, родная сестра князя Дмитрия Петровича и Романа Петровича Пожарского.
2. Мария.

По родословной росписи показан бездетным.